# Хертрюгг (конунг Руси)
Хертрюгг (Hertryggur) — легендарный конунг Руссии (Rússía), «обширной, густонаселённой страны, что находится между Гунналандом и Гардарики»; один из героев «Саги об Эгиле Одноруком и Асмунде Убийце Берсерков».
В саге рассказывается, что у конунга Хертрюгга было две дочери — Брюнхильд (искусная в ратном деле) и Беккхильд (искусная в вышивании), которых похитили волшебные чудовища из Йотунхейма. Вскоре после этих событий в стране появился Асмунд (сын конунга Оттара из Халогаланда), возвращавшийся из похода викингов, и попросил у Хертрюгга пристанища.
Когда Асмунд гостил уже целый месяц, на владения Хертрюгга на одном корабле напал Эгиль Однорукий (сын конунга Хринга из Смоланда и Ингибъёрг, дочери ярла Бьяркмара с Готланда). Воевода Рогнвальд (Rögnvaldr) на пяти кораблях вышел против Эгиля, но потерпел поражение. Тяжелораненый Рогнвальд прибыл в дворец Хертрюгга, рассказал, что случилось, и умер. Асмунд, желая отплатить за гостеприимство, со своими людьми вызвался сразиться с Эгилем.
Во время битвы и поединка Асмунд и Эгиль оценили храбрость друг друга, помирились и побратались, объединив свои силы. Затем они вернулись к Хертрюггу, которому Асмунд сказал про Эгиля: «Я никогда ещё не встречал более храброго человека. Он предлагает послужить тебе вместо Рогнвальда, и мы будем вместе оборонять страну». Конунг принял это предложение и побратимы дали клятву верности.
Вскоре на одном пиру Асмунд и Эгиль узнали о похищении дочерей конунга и вызвались попробовать найти их. Взяв с собой часть людей и оставив Виглоги воеводой над оставшимися, побратимы отправились на поиски. После многочисленных приключений и сражений Эгиль и Асмунд вызволили похищенных принцесс из Йотунхейма и привезли их, а также множество добытых сокровищ конунгу Хертрюггу. В саге также упомянут Геррауд, сын Родиана, конунг Гунналанда (или Татарии), который помогал побратимам и сам стал побратимом Асмунда.
По возвращении побратимы (включая Геррауда) съездили на родину друг к другу. После этого Асмунд женился на Брюнхильд, Эгиль — на Беккхильд, а Геррауд — на Асе, сестре Эгиля. Вскоре умер старый конунг Хертрюгг, а на его место заступил Эгиль Однорукий. Геррауд с Асой вернулся в Гунналанд и также чуть позже стал конунгом во владениях своего отца.